# Суженка
Су́женка — село Нікольської селищної громади Маріупольського району Донецької області України. Відстань до центру громади становить близько 19 км і проходить автошляхом місцевого значення.

## Населення
За даними перепису 2001 року населення села становило 117 осіб, із них 89,74 % зазначили рідною мову українську та 10,26 % — російську.

## Відомі люди
У селі народився Дорофєєв Іван Миколайович — Герой Радянського Союзу.